# یوشی اویاکاوا
یوشی اویاکاوا (به انگلیسی: Yoshi Oyakawa) زاده: ۹ اوت ۱۹۳۳ شناگر اهل ایالات متحده آمریکا است.